# 南梁陕甘边区苏维埃政府旧址
南梁陕甘边区苏维埃政府旧址，位于中国甘肃省华池县，为一个省级文物保护单位，类型为近现代重要史迹及代表性建筑。
南梁陕甘边区苏维埃政府旧址的历史年代为1934～1935年。